# Pro Wrestling NOAH
Pro Wrestling NOAH (プロレスリング・ノア) est une fédération de catch au Japon, fondée en 2000 par l'ancienne star de la All Japan Pro Wrestling, Mitsuharu Misawa. L'appellation « NOAH » (Noé en français) réfère à l'histoire de la bible de Noé, dans laquelle chaque espèce survivait dans une arche au déluge et participait au renouveau du monde, une histoire mise en parallèle avec les départs de catcheurs de la All Japan. Le logo de la NOAH est d'ailleurs un arc avec une colombe tenant une branche d'olive.
Le style du catch de NOAH est le Shoot wrestling/Strong style.

## Histoire

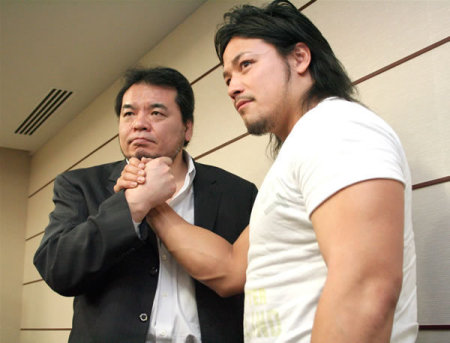
Mitsuharu Misawa (à gauche) est le fondateur de la Pro Wrestling NOAH.

Au cours des années 1990, Mitsuharu Misawa est l'un des principaux catcheurs de la All Japan Pro Wrestling (AJPW) dirigé par Shōhei Baba. À la mort de ce dernier en février 1999, Misawa devient le président de l'AJPW,. Cependant, il entre en conflit avec Matoko Baba, la veuve de Shōhei. Baba se veut conservatrice tandis que Misawa veut offrir au public plus de spectacle avec notamment des entrées plus spectaculaire. Misawa démissionne en juin 2000 accompagné de la plupart des catcheurs de l'AJPW pour fonder sa propre fédération. Le premier spectacle de cette fédération, Departure, a lieu le 16 juin 2000. Rapidement, Misawa, Kenta Kobashi et Jun Akiyama s'affirment comme étant les catcheurs vedette de cette fédération et fait venir des catcheurs américain avec Vader, Too Cold Scorpio et Richard Slinger (en). 
En 2001, la NOAH organise un tournoi pour désigner le premier champion poids lourd Global Honored Crown que Mitsuharu Misawa remporte le 15 avril après sa victoire face à Yoshihiro Takayama. Cette même année, Kenta Kobashi est indisponible car il se remet d'une grave blessure aux genoux.  
Le journaliste spécialisé dans le catch, Dave Meltzer, qualifie la NOAH en tant que la meilleure de toutes les fédérations de catch. Mitsuharu Misawa vs Kenta Kobashi du 1er mars 2003, et Kenta Kobashi vs Jun Akiyama du 10 juillet 2004 sont classés comme « match cinq étoiles » par le Wrestling Observer qui les a aussi nommé en tant que meilleurs matchs pour leur années respective. Le Wrestling Observer a aussi nommé NOAH comme étant la meilleure promotion en 2004 et en 2005, et le meilleur show télévisé hebdomadaire en 2003.
NOAH travaille en accord avec la Ring of Honor, World League Wrestling, Westside Xtreme Wrestling et Pro Wrestling ZERO1-Max.
Une ligue inattendue appelée Pro Wrestling SEM a été récemment[Quand ?] annoncée. Similaire au système des "Young Lions" de la NJPW, elle fonctionnera pour faciliter l'entraînement des jeunes talents. Naomichi Marufuji et KENTA en seront les entraîneurs. Le nom « Pro Wrestling SEM » est une fois de plus tirée de l'histoire de la Bible, Noé dont son fils aîné s'appelait Sem.
À la mort du président et fondateur Mitsuharu Misawa le 13 juin 2009, Akira Taue devient le nouveau président le 27 juin 2009,.

## Champions actuels
| Championnat                                  | Champion(s)                      | Date              |
| -------------------------------------------- | -------------------------------- | ----------------- |
| GHC Heavyweight Championship                 | El Hijo de Dr. Wagner (1)        | 4 février 2024    |
| GHC Junior Heavyweight Championship          | Daga (1)                         | 4 novembre 2024   |
| GHC Tag Team Championship                    | Jack Morris & Anthony Greene (1) | 24 septembre 2023 |
| GHC Junior Heavyweight Tag Team Championship | Yo-Hey & Tadasuke (2)            | 2 janvier 2024    |
| GHC National Championship                    | Jack Morris (1)                  | 24 septembre 2023 |
| GHC Openweight Hardcore Championship         | Ninja Mack (1)                   | 27 novembre 2023  |